# Исарлов, Лука Степанович
Лука Степанович Исарлов (Исарлишвили; 23 ноября 1814 — 11 сентября 1893, Тифлис) — младший цензор Кавказского цензурного комитета (1882—89), поэт и публицист, писавший на русском и грузинском языках, переводчик.

## Биография
Родился в 1814 году в дворянской грузинской католической семье Стефанеса Исарлишвили (Степана Исарлова). В 1833 году окончил Тифлисское Благородное училище, после чего был оставлен в качестве учителя в том же заведении. В 1838 году, по собственному желанию, был переведён на должность смотрителя Кутаисского городского училища. 
С 1843 года служил чиновником в чине титулярного советника в Грузино-Имеретинском губернском правлении. С 1845 года был помощником Тифлисского уездного начальника. Около 1848 года был награждён орденом Святой Анны III степени (за работу в Комиссии по разбору дел княжеских и дворянских фамилий), и в 1849 году назначен судьёй Тифлисского уездного суда. В 1851 году, в бытность судьёй, произведён в чин надворного советника. В 1854—56 годах был Горийским уездным начальником. В 1856—57 годах служил в Тифлисском губернском правлении в чине коллежского советника, а с 1857 года — в Кутаисском губернском правлении, которое в 1866—69 годах возглавлял. В городе Кутаисе Исарлов служил с 1856 по 1869 года (с перерывом на 1859—62 годы, когда он служил в Тифлисской судебной палате). В 1869 году Исарлов вышел в отставку. 
В 1882 году вернулся на службу и был назначен младшим цензором при Главном управлении Кавказского цензурного комитета, отвечавшим за работу с текстами на грузинском языке, и оставался на этой должности вплоть до 1889 года. Именно по представлению Исарлова наместником Кавказа князем А. М. Дондуковым-Корсаковым «из-за явно радикальной направленности и нарушения цензурного устава» 16 сентября 1885 года была закрыта грузинская либеральная газета «Дроэба». В 1889 году вышел в отставку с производством в чин действительного статского советника.
При этом Исарлов и сам был журналистом, поэтом, переводчиком и публицистом, который сотрудничал как с грузиноязычными («Цискари»), так и с русскоязычными («Кавказский вестник» и др.) изданиями Тифлиса, на страницах которых выступал со стихами, стихотворными переводами, статьями исторического и мемуарного характера и проч.
Так, в 1900 году (уже посмертно) в журнале «Кавказский вестник» были опубликована статья «Из воспоминаний бывшего грузинского губернатора князя Н. О. Палавандова» (на основе записей Исарлова; текст статьи на русском языке). 
Скончался в Тифлисе в 1893 году.
Посмертно отдельными книгами были изданы его «Письма о Грузии» (на русском языке, 1899) и «Католики в Грузии» (на грузинском языке, 1898) а также сборник грузиноязычных стихотворений (1895).
Его сыном был Иосиф Лукич Исарлов (1862 — после 1917) — генерал-майор (1914), многие годы прослуживший в русской гвардейской кавалерии.

## Избранные произведения
- ლექსნი, თქმულნი ლუკა სტეფანეს ძე ისარლოვისა, ზ. ჭიჭინაძი გამოც., ტფ., 1895;
- კათოლიკენი საქართველოში, ტფ., 1898;
- მოკლე კანონნი ქართულის პოეტიკისა ანუ ლექსთა თხზულებისანი, წგ.: ქართული პოეტიკის ქრესტომათია (XVIII–XIX სს.), თბ., 1954;
- Письма о Грузии / [соч.] Л. С. Исарлова. - Тифлис : З. Чичинадзе, 1899 (Тип. М. Шарадзе и К°), 418 с.
  - Второе издание: Письма о Грузии : с портретом автора и биографическим очерком / соч. Л. С. Исарлова. - Тифлис, 1902, 418 с. — полный оцифрованный текст на русском языке.